# Straubing Spiders
| Ewige GFL-Bilanz | Ewige GFL-Bilanz | Ewige GFL-Bilanz | Ewige GFL-Bilanz | Ewige GFL-Bilanz | Ewige GFL-Bilanz | Ewige GFL-Bilanz | Ewige GFL-Bilanz | Ewige GFL-Bilanz | Ewige GFL-Bilanz | Ewige GFL-Bilanz | Ewige GFL-Bilanz |
| Jahr             | Gesamt           | Gesamt           | Gesamt           | Heim             | Heim             | Heim             | Ausw.            | Ausw.            | Ausw.            | TD-Verhältnis    |                  |
| Jahr             | S                | N                | U                | S                | N                | U                | S                | N                | U                | TD-Verhältnis    |                  |
| ---------------- | ---------------- | ---------------- | ---------------- | ---------------- | ---------------- | ---------------- | ---------------- | ---------------- | ---------------- | ---------------- | ---------------- |
| 2022             | 6                | 4                | 0                | 2                | 4                | 0                | 4                | 2                | 0                | 339 : 307        |                  |
| 2023             | 3                | 9                | 0                | 2                | 4                | 0                | 1                | 5                | 0                | 204 : 397        |                  |
| Gesamt           | 9                | 13               | 0                | 4                | 8                | 0                | 5                | 7                | 0                | 543 : 704        |                  |

Die Straubing Spiders sind ein 1984 gegründeter American-Football-Verein aus Straubing. Ab 2022 spielen die Spiders in der GFL Süd, der höchsten Spielklasse in Deutschland.

## Geschichte
Der Verein wurde im Jahr 1984 gegründet. Den offiziellen Spielbetrieb traten die Straubing Spiders im Jahr 1987 unter den Trainern Günther Dorfner, Peter Schimpfhauser und Wolfgang Pilz in der Regionalliga Süd an. Bereits in der ersten Saison gelang der Aufstieg in die 2. Bundesliga, in der sich der Verein bis zum Jahr 1992 halten konnte.
Ab der Saison 1993 traten die Straubing Spiders in der Landesliga Ost an, welche 1994 in Bayernliga Ost umbenannt wurde. Bis zur Saison 1997 spielten die Spiders in der Bayernliga, ehe der Aufstieg in die Regionalliga Süd und anschließend der erneute Aufstieg in die 2. Bundesliga gelang.
In der Saison 1999 gelang den Spiders mit drei Siegen ganz knapp der Klassenerhalt in der 2. Bundesliga. Im Jahr 2002, der vierten Saison in der zweithöchsten Spielklasse, folgte der Abstieg in die Regionalliga Süd, wo die Spiders zwei Spielzeiten verbrachten.
Nach zwei Jahren ohne Spielbetrieb waren die Spiders 2007 wieder in der Bayernliga vertreten. 2011 stiegen sie als bayerischer Vizemeister zum ersten Mal seit 10 Jahren wieder in die Regionalliga Süd auf.
Im Jahr darauf konnte die Mannschaft den großen Favoriten aus Ingolstadt zweimal besiegen und überraschend die Meisterschaft in der Regionalliga Süd gewinnen. 2015 unter Coach Oliver Helml wurde am letzten Spieltag die erneute Regionalligameisterschaft gesichert.
Ende 2017 gelang der Aufstieg in die zweite Bundesliga. In der Saison 2017–2018 war Karl-Heinz Zobundija sportlicher Leiter. Für die Saison 2019/2020 verpflichteten die Spiders Headcoach und Offensive Coordinator Samir Farghali von den Ingolstadt Dukes. 2020/21 wurde Defensive Coordinator Max Macek verpflichtet.
2021 wurde das Team unter Headcoach Max Macek ungeschlagener Meister der GFL2 Süd. Da der Letzte der GFL Süd, die Stuttgart Scorpions, nicht zu den Relegationsspielen antrat, bedeutete dies für die Spiders zugleich den Aufstieg in die German Football League.
Gleich in ihrer ersten Saison in der höchsten deutschen Spielklasse konnten sich die Spiders für die Play-offs qualifizieren.